# Crerarita
La crerarita és un mineral de la classe dels sulfurs. Rep el nom en honor de David Alexander Crerar (23 de juliol de 1945 - 6 de setembre de 1994) professor de geoquímica a la Universitat Princeton, Nova Jersey, EUA. Va ser expert en geoquímica ambiental, dipòsits de minerals i interaccions aigua-roca.

## Característiques
La crerarita és una sulfosal de fórmula química Pt2-x(Bi,Pb)11(S,Se)11. Va ser aprovada com a espècie vàlida per l'Associació Mineralògica Internacional l'any 1994. Cristal·litza en el sistema triclínic. La seva duresa a l'escala de Mohs es troba entre 3 i 3,5.
Segons la classificació de Nickel-Strunz, la crerarita pertany a «02.LB - Sulfosals sense classificar, amb Pb essencial» juntament amb els següents minerals: miharaïta, ardaïta, launayita, madocita, playfairita, sorbyita, sterryita, larosita, petrovicita i mazzettiïta.

## Formació i jaciments
Va ser descoberta a Lac Sheen, a la localitat de Belleterre, dins de la regió d'Abitibi-Témiscamingue (Quebec, Canadà). També ha estat descrita en dos indrets d'Ontario: el dipòsit de Broken Hammer, al municipi de Wisner, i a la mina North, al municipi de Levack. Fora del Canadà només ha estat descrita al dipòsit d'Overysel, a Mokopane (Limpopo, Sud-àfrica).